# ارنست کاپ

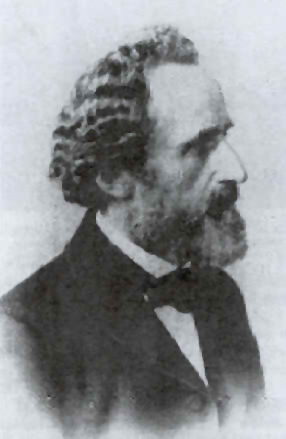
ارنست کاپ

ارنست کریستین کاپ (۱۵اکتبر ۱۸۰۸- ۳۰ژانویه ۱۸۹۶) فیلسوف فناوری و جغرافی‌دان آلمانی-آمریکایی و از پیروان کارل ریتر بود.
او در اواخر دهه ۱۸۴۰به دلیل انتشار مقاله کوچکی تحت عنوان «استبداد مشروطه و آزادی مشروطه» (۱۸۴۹) به دلیل فتنه انگیزی تحت تعقیب قرار گرفت و متعاقباً مجبور به ترک آلمان شد. او سپس به شهرک‌های آلمانی‌نشین پیشگام در مرکز تگزاس مهاجرت کرد و در آنجا به عنوان کشاورز، جغرافی‌دان و مخترع کار کرد.

او یکی از نخستین متفکران آزاد آلمانی در سیستردیل، تگزاس بود.  در سال ۱۸۵۳، او  به عنوان رئیس سازمان لغو ممنوعیت آزاداندیشان  تحت عنوان (جامعه آزاد) انتخاب شد، که خواستار جلسه ای از تگزاسی های آلمانی برای لغو برده‌داری در همراهی با جشنواره آواز ایالتی (استاتس-سنگرفست) در ۱۴ مه ۱۸۵۴ در سن آنتونیو ، تگزاس شد. این کنوانسیون یک اساسنامه‌ی سیاسی، اجتماعی و مذهبی را تصویب کرد،  از جمله:
1) دستمزد برابر برای کار برابر. 2) انتخاب مستقیم رئیس جمهور ایالات متحده؛ 3) لغو مجازات اعدام. 4) برده داری شیطانی است که لغو آن لازمه اصول دموکراتیک است...; 5) مدارس رایگان – از جمله دانشگاه ها – تحت حمایت دولت، بدون نفوذ مذهبی. و 6) جدایی کامل کلیسا و دولت.
پس از جنگ داخلی، او ایالات متحده را برای بازدید از آلمان ترک کرد، اما در طول این سفر بیمار شد. او با وجود اصرار پزشکش مبنی بر اینکه سلامتیش را با سفر برگشت به خطر نیندازد، دوباره وارد دنیای آکادمیک شد. 
کاپ با تأمل در تجربه مرزی خود عناصر فلسفه فناوری (۱۸۷۷) را نوشت. این اثر، در میان بسیاری از دیگر آثار، یک فلسفه فناوری را فرموله می‌کند که در آن ابزارها و سلاح‌ها به‌عنوان شکل‌های مختلف «اندام‌ پیش‌بینی» شناسایی می‌شوند، اگرچه این ایده ممکن است حتی از زمان ارسطو به شکل ضعیف تر مطرح شده باشد. به‌علاوه، در فصل‌های ۱۲ و ۱۳، به‌ویژه زبان و وضعیت را به‌عنوان امتداد حیات ذهنی، مدت‌ها قبل از اینکه مارشال مک‌لوهان این ایده‌ها را رایج کند، تحلیل می‌کند.